# Tua Tagovailoa
Tuanigamanuolepola "Tua" Tagovailoa (Ewa Beach, 2 marzo 1998) è un giocatore di football americano statunitense che milita nel ruolo di quarterback per i Miami Dolphins della National Football League (NFL). Al college ha giocato per l'Università dell' Alabama. Fu selezionato come quinto assoluto nel Draft NFL 2020.

## Carriera universitaria

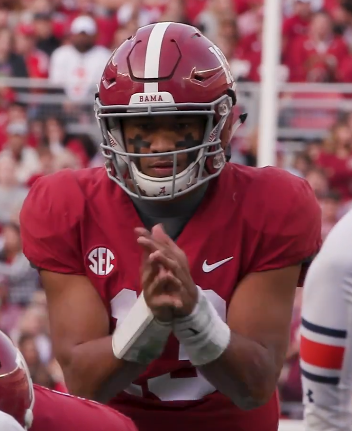
Tagovailoa con Alabama nel 2018

Tagovailoa giocò a football con gli Alabama Crimson Tide dal 2017 al 2019. Nella sua stagione da freshman fu chiamato a sostituire l'infortunato quarterback titolare Jalen Hurts nel secondo tempo della finale del campionato NCAA, portando la squadra a vincere il titolo con un passaggio da touchdown nei tempi supplementari. Per la sua prestazione venne nominato MVP della partita.
Nella sua seconda stagione Tagovailoa trascinò Alabama nuovamente in finale, dove i Crimson Tide dovettero però arrendersi a Clemson, guidata dal quarterback Trevor Lawrence.
Nella sua ultima stagione ad Alabama subì un grave infortunio all'anca, che terminò in anticipo l'annata e contribuì alla mancata qualificazione ai playoff di Alabama.
Il 6 gennaio 2020, durante una conferenza stampa, Tagovailoa annunciò che si sarebbe dichiarato eleggibile per il Draft NFL 2020.
Premi e riconoscimenti
- Campionato nazionale (2017)
- Miglior giocatore d'attacco della finale del campionato nazionale (2017)
- Maxwell Award (2018)
- Walter Camp Award (2018)
- Sporting News College Football Player of the Year (2018)
- Consensus All-American (2018)
- SEC Offensive Player of the Year (2018)
- First-team All-SEC (2018)
- Second-team All-SEC (2019)

Statistiche al college
| Stagione | Stagione | Stagione | Stagione | Passaggi | Passaggi | Passaggi | Passaggi | Passaggi | Passaggi | Passaggi | Passaggi |     | Corse | Corse | Corse | Corse |
| Anno     | Squadra  | P        | PT       | Comp     | Ten      | %        | Yard     | Media    | TD       | Int      | RAT      | Ten | Yard  | Media | TD    |       |
| -------- | -------- | -------- | -------- | -------- | -------- | -------- | -------- | -------- | -------- | -------- | -------- | --- | ----- | ----- | ----- | ----- |
| 2017     | Alabama  | 8        | 0        | 49       | 77       | 63,6     | 636      | 8,3      | 11       | 2        | 175,5    | 27  | 133   | 4,9   | 2     |       |
| 2018     | Alabama  | 15       | 15       | 245      | 355      | 69,0     | 3.966    | 11,2     | 43       | 6        | 199,4    | 57  | 190   | 3,3   | 5     |       |
| 2019     | Alabama  | 9        | 9        | 180      | 252      | 71,4     | 2.840    | 11,3     | 33       | 3        | 206,9    | 23  | 17    | 0,7   | 2     |       |
| Totale   | Totale   | 32       | 24       | 474      | 684      | 69,3     | 7.442    | 10,9     | 87       | 11       | 199,4    | 107 | 340   | 3,2   | 9     |       |

Fonte: Sports-Reference

## Carriera professionistica

### Miami Dolphins
Il 23 aprile 2020 Tagovailoa fu scelto dai Miami Dolphins come quinto assoluto nel Draft NFL 2020.

#### Stagione 2020
La squadra scelse di schierare come titolare il veterano Ryan Fitzpatrick per l'inizio della stagione regolare e Tagovailoa debuttò come professionista nel finale della gara della settimana 6 contro i New York Jets a vittoria acquisita, completando due passaggi per 9 yard. Dopo la settimana di pausa disputò la prima partita come titolare contro i Los Angeles Rams completando 12 passaggi su 22 per 93 yard e un touchdown per DeVante Parker ma grazie alla difesa dei Dolphins la squadra vinse per 28-17. Dopo un'altra vittoria faticò invece molto nell'11º turno contro i Denver Broncos, venendo spostato in panchina nell'ultimo quarto per scelta tecnica dall'allenatore Brian Flores. Nel tredicesimo turno fu premiato come rookie della settimana dopo avere passato 296 yard e un touchdown nella vittoria sui Cincinnati Bengals. Nell'ultima settimana i Dolphins necessitavano di una vittoria contro i Bills, una delle squadre migliori della lega nel 2020, per raggiungere i playoff ma persero per 56-26 e Tagovailoa subì tre intercetti. La sua annata si chiuse con 1.814 yard passate, 11 touchdown e 5 intercetti in 10 presenze.

#### Stagione 2021
Nella settimana 2 della stagione 2021 Tagovailoa fu costretto ad uscire per un infortunio alle costole dalla gara contro i Buffalo Bills da cui Miami uscì sconfitta per 35-0. Rimase fuori dai campi di gioco fino alla gara della settimana 6 contro i Jacksonville Jaguars a Londra. In seguito i Dolphins tornarono in orbita playoff grazie a una striscia di 7 vittorie consecutive ma una sconfitta contro i Titans nel penultimo turno condannò la squadra a rimanere fuori dalla post-season. La sua stagione si chiuse con 2.653 yard passate, 16 touchdown e 10 intercetti e un record di 7-5 come titolare.

#### Stagione 2022
Nel secondo turno della stagione 2022 Tagovailoa disputò la miglior partita del suo inizio carriera quando, dopo avere subito due intercetti nel primo tempo, passò sei touchdown portando i Dolphins a rimontare uno svantaggio di 21 punti contro i Baltimore Ravens, andando a vincere per 42-38. La sua prestazione si chiuse con 469 yard passate e un passer rating di 124,1. Quei sei touchdown pareggiarono il record di franchigia di Bob Griese e Dan Marino e per questa prestazione fu premiato come giocatore offensivo della AFC della settimana e come quarterback della settimana. Nel quarto turno, nella sconfitta 15-27 contro i Cincinnati Bengals, fu costretto a lasciare il campo nel secondo quarto di gioco dopo un sack subito da Josh Tupou, azione in cui sbatté in modo violento a terra schiena e testa, tanto da dover essere trasportato all'ospedale dell'Università di Cincinnati per controlli. Fu dimesso dall'ospedale la sera stessa con una prognosi di concussione cerebrale. Saltò le successive due gare, tornando in campo nel settimo turno, nella vittoria 16-10 contro i Pittsbugh Steelers, in cui passò 261 yard e un touchdown. Nell'ottavo turno, nella vittoria contro i Detroit Lions 31-27, Tagovailoa completò l'80% di passaggi per 382 yard e tre touchdown, prestazione che gli valsero nuovamente il premio di quarterback della settimana. Anche nella settimana successiva Tagovailoa fu nominato, per la terza volta in stagione e la seconda di fila, come quarterback della settimana dopo la vittoria 35-32 contro i Chicago Bears in cui completò 21 passaggi su 30 per 302 yard e tre touchdown con nessun intercetto. Nella gara successiva, la vittoria 39-18 sui Cleveland Browns, Tagovailoa lanciò per 285 yard e tre touchdown, diventando il secondo giocatore nella storia dei Dolphins a finire tre gare di fila con tre passaggi da touchdown, nonché il primo giocatore nella storia della NFL a completare tre gare consecutive con un passer rating di almeno 135, guadagnandosi per la quarta volta in stagione e la terza di fila il riconoscimento di quarterback della settimana.
Nel sedicesimo turno Tagovailoa subì una nuova commozione cerebrale nella gara contro i Green Bay Packers, venendo costretto a saltare le ultime due gare della stagione regolare. La sua annata si chiuse guidando la NFL con un passer rating di 105,5.

#### Stagione 2023
Il 20 marzo 2023 i Dolphins applicarono l'opzione per prolungare per un quinto anno il contratto di Tagovailoa. Il 19 aprile 2023, nella sua prima conferenza stampa dal dicembre 2022, dichiarò di aver considerato di ritirarsi dopo l'infortunio subito nella stagione precedente.
Tagovailoa iniziò la stagione lanciando 466 yard, tre touchdown e un intercetto nella vittoria 36-34 sui Los Angeles Chargers. Per questa prestazione fu nominato per la seconda volta in carriera giocatore offensivo della AFC della settimana, e per la quinta volta quarterback della settimana. Dopo questa gara Tagovailoa divenne il quarto quarterback della storia della NFL con più gare con almeno 450 yard passate e tre touchdown nei primi quattro anni di carriera, raggiungendo Marc Bulger, Joe Burrow e Patrick Mahomes, nonché il quinto quarterback nella storia della lega con più gare in trasferta con almeno 450 yard passate e tre touchdown raggiungendo Joe Montana, Tom Brady, Mahomes e Boomer Esiason. Nel terzo turno i Dolphins guadagnarono 726 yard in attacco (secondo risultato della storia della NFL) segnando 70 punti (terzo risultato della storia e record di franchigia) ai Denver Broncos con Tagovailoa che passò 309 yard e 4 touchdown in soli tre quarti prima di venire sostituto a risultato ampiamente acquisito, venendo quindi premiato, per la seconda volta in stagione, come quarterback della settimana. Alla fine di settembre Tagovailoa fu premiato come miglior giocatore offensivo della AFC del mese in cui mantenne i Dolphins imbattuti guidando la lega con 121,9 di passer rating.
Nel sesto turno i Dolphins si trovarono presto in svantaggio per 14-0 contro i Carolina Panthers ancora senza vittorie ma Tagovailoa guidò la squadra a una rapida rimonta e a un'agevole vittoria passando 262 yard e 3 touchdown. Dopo una sconfitta con i Philadelphia Eagles la settimana successiva, i Dolphins vinsero quattro delle cinque seguenti gare perdendo solo contro i campioni in carica di Kansas City, mentre poi nel quattordicesimo turno arrivó inattesa la sconfitta contro i Tennesee Titans per 27-28. Tagovailoa, criticato che il suo gioco fosse vincente solo grazie alla bravura del ricevitore Tyreek Hill assente al momento per infortunio, rispose sul campo nella gara successiva guidando Miami a una larga vittoria per 30-0 contro i Jets passando 224 yard e un touchdown. A fine stagione fu convocato per il suo primo Pro Bowl dopo essersi classificato primo nella NFL con 4.624 yard passate e quinto con 29 passaggi da touchdown.

#### Stagione 2024
Il 26 luglio 2024 Tagovailoa firmó con i Dolphins un rinnovo contrattuale quadriennale del valore di 212,4 milioni di dollari.
Nel primo turno della stagione 2024 Tagovailoa guidò i Dolphins nella vittoria in rimonta 20-17 sui Jacksonville Jaguars, dopo essere stati sotto di 10 punti al termine del primo tempo, con 23 passaggi completati su 37 tentati per 338 yard e un touchdown. Nella gara del secondo turno, la sconfitta 31-10 contro i Buffalo Bills, subì un'altra commozione cerebrale a seguito di un duro scontro con Damar Hamlin, venendo costretto a lasciare la gara nel terzo quarto di gioco. Fu la terza commozione cerebrale diagnosticata a Tagovailoa in NFL, più un'altra occorsagli quando giocava al college per Alabama, e molti commentatori parlarono di possibilità di ritiro per il quarterback, possibilità che fu però smentita a breve. Il 17 settembre fu inserito in lista riserve/infortunati, dovendo saltare almeno le successive quattro gare. Tornò in campo nell'ottavo turno e anche se i Dolphins persero in rimonta contro i Cardinals l'attacco mostrò segnali incoraggianti guidato di nuovo dal suo quarterback titolare. Nella settimana 11 Tagovailoa disputò una delle migliori prove stagionali, passando 288 yard e 3 touchdown senza intercetti nella vittoria sui Raiders. Sette giorni dopo si ripeté passando 317 yard e 4 touchdown contro i Patriots, con i quali giunse alla settima vittoria in altrettanti incontri disputati, venendo premiato come giocatore offensivo della AFC della settimana e anche come quarterback della settimana.
Nella settimana 14 Tagovailoa passò 331 yard e 2 touchdown, incluso quello della vittoria per Jonnu Smith nei tempi supplementari contro i Jets. Chiuse la stagione guidando la NFL con un 72,9 di percentuale di completamento dei passaggi.

## Palmarès

### NCAA
- Campione NCAA (2017)
- Maxwell Award (2018)
- Walter Camp Award (2018)

### NFL
- Convocazioni al Pro Bowl: 1

2023
- Giocatore offensivo della AFC del mese: 1

settembre 2023
- Giocatore offensivo della AFC della settimana: 3

2ª del 2022, 1ª del 2023, 12ª del 2024
- Quarterback della settimana: 7

2ª, 8ª, 9ª e 10ª del 2022, 1ª e 3ª del 2023, 12ª del 2024
- Rookie della settimana: 2

13ª e 14ª del 2020

## Statistiche

### Stagione regolare
| 2020   | MIA    | 10 | 9  | 186   | 290   | 64,1 | 1.814  | 11 | 5  | 87,1  | 36  | 109 | 3,0 | 3 | 20 | 136 | 1  | 1  |
| 2021   | MIA    | 13 | 12 | 263   | 388   | 67,8 | 2.653  | 16 | 10 | 90,1  | 42  | 128 | 3,0 | 3 | 20 | 152 | 9  | 1  |
| 2022   | MIA    | 13 | 13 | 259   | 400   | 64,8 | 3.548  | 25 | 8  | 105,5 | 23  | 70  | 3,0 | 0 | 21 | 163 | 6  | 1  |
| 2023   | MIA    | 17 | 17 | 388   | 560   | 69,3 | 4.624  | 29 | 14 | 101,1 | 35  | 74  | 2,1 | 0 | 29 | 171 | 13 | 9  |
| Totale | Totale | 53 | 51 | 1.096 | 1.638 | 66,9 | 12.639 | 81 | 37 | 97,2  | 135 | 381 | 2,9 | 6 | 90 | 622 | 29 | 15 |

### Play-off
| 2023   | MIA    | 1 | 1 | 20 | 39 | 51,3 | 199 | 1 | 1 | 63,9 | 3 | 25 | 8,3 | 0 | 2 | 11 |
| Totale | Totale | 1 | 1 | 20 | 39 | 51,3 | 199 | 1 | 1 | 63,9 | 3 | 25 | 8,3 | 0 | 2 | 11 |

Fonte: PFF
In grassetto i record in carriera —      leader della lega

## Vita privata
Nella NFL milita anche un cugino di primo grado di Tagovailoa, il defensive end Myron Tagovailoa-Amosa.